# Jocelin Donahue

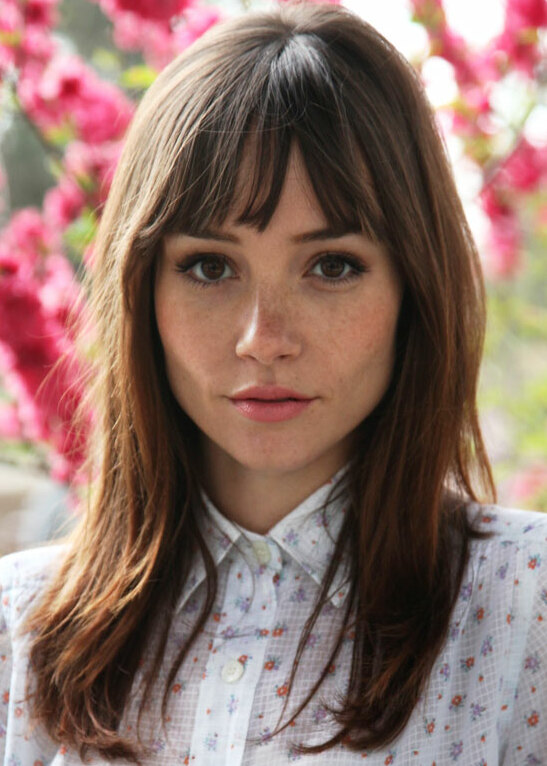
Jocelin Donahue (2017)

 Jocelin Yvonne Donahue (* 8. November 1981 in Bristol, Connecticut) ist eine US-amerikanische Schauspielerin.

## Leben und Karriere
Jocelin Donahue besuchte bis 1999 die Bristol Central High School. Ein darauffolgendes Soziologie-Studium an der New York University schloss sie Summa cum laude ab.
Nach einigen Kurzfilmen verkörperte sie 2008 im Horrfilm The Burrowers – Das Böse unter der Erde von J.T. Petty die Rolle der Maryanne Stewart. Im Folgejahr war sie in The House of the Devil von Ti West als Samantha Hughes in einer Hauptrolle zu sehen, für deren Darstellung wurde sie am Screamfest Horror Film Festival in Los Angeles als beste Schauspielerin ausgezeichnet. 2013 spielte sie im Horrorfilm Insidious: Chapter 2 von James Wan die Rolle der jungen Lorraine Lambert, während diese Rolle in höherem Alter von Barbara Hershey übernommen wurde.
Im Horrorfilm Camp – Tödliche Ferien von Alberto Marini verkörperte sie 2015 die Rolle der Christy. 2016 hatte sie in der Fernsehserie StartUp eine wiederkehrende Rolle als FBI-Agentin Maddie Pierce. Im selben Jahr übernahm sie im Horrorfilm Dead Awake – Wenn du einschläfst bist du tot von Phillip Guzman die Hauptrolle der Kate/Beth Bowman. In der Stephen-King-Verfilmung Doctor Sleeps Erwachen mit Ewan McGregor und Rebecca Ferguson war sie 2019 als Lucy Stone zu sehen. 2021 hatte sie im Horrorfilm Offseason – Insel des Grauens von Mickey Keating als Marie Aldrich eine weitere Hauptrolle. In The Last Stop in Yuma County war sie 2023 als Kellnerin Charlotte zu sehen.
In den deutschsprachigen Fassungen wurde sie unter anderem von Shandra Schadt (StartUp), Sonja Spuhl (Doctor Sleeps Erwachen), Anna Carlsson (Dead Awake) sowie von Melanie Manstein (Insidious: Chapter 2) synchronisiert.

## Filmografie (Auswahl)
- 2006: Heartbreaker (Kurzfilm)
- 2007: Boundaries (Kurzfilm)
- 2007: The Masquerade (Kurzfilm)
- 2007: Roman Candles (Kurzfilm)
- 2007: Not Another High School Show (TV Movie)
- 2007: Dirty Sexy Money – Das Landhaus (Fernsehserie)
- 2008: Express 831 (Kurzfilm)
- 2008: The Burrowers – Das Böse unter der Erde (The Burrowers)
- 2009: Er steht einfach nicht auf Dich (He’s Just Not That Into You)
- 2009: The House of the Devil
- 2010: CSI: Crime Scene Investigation – Schön ist die Sünde nur bis zum Tod (Fernsehserie)
- 2010: Wes and Ella
- 2010: The Last Godfather
- 2011: Butterfinger the 13th (Kurzfilm)
- 2012: The End of Love
- 2012: Free Samples
- 2013: Distant Places (Kurzfilm)
- 2013: Insidious: Chapter 2
- 2013: Live at the Foxes Den
- 2014: The Crumb of It (Kurzfilm)
- 2014: Intimate Semaphores (Segment Cake)
- 2014: The Living
- 2015: Knight of Cups
- 2015: The Frontier
- 2015: Fast & Furious 7 (Furious 7)
- 2015: Midnight Sex Run
- 2015: Camp – Tödliche Ferien (Summer Camp)
- 2016: Holidays (Segment Father's Day)
- 2016: StartUp (Fernsehserie)
- 2016: Dead Awake – Wenn du einschläfst bist du tot (Dead Awake)
- 2017: Lethal Weapon – Tödliche Eulen (Fernsehserie)
- 2017: Boomtown
- 2017: 20 Weeks
- 2018: All the Creatures Were Stirring (Segment The Stockings Were Hung)
- 2019: Trapped the Devil
- 2019: Adman (Kurzfilm)
- 2019: The Affair (Fernsehserie, Episode 5x10)
- 2019: Doctor Sleeps Erwachen (Doctor Sleep)
- 2020: Browse
- 2021: Offseason – Insel des Grauens (Offseason)
- 2022: Two of Everything
- 2023: The Rookie: Feds (Fernsehserie, Episode 1x15)
- 2023: The Last Stop in Yuma County